# Super 6
Super 6 é um show da DePatie-Freleng Enterprises formado por animações de super-heróis que trabalham em uma agência chamada Super Serviço, onde combatem o crime. Os episódios tinham duração de cerca de 5 minutos, sendo que a cada dia, passava um pacote com três episódios juntos.
Os seis super-heróis não aparecem juntos nos mesmos episódios. São eles:
- Homem-Elevador: varia a própria altura.
- Homem-Granito: feito de rocha pura.
- Super Scuba: herói submarino.
- Homem-Magneto: o musculoso da turma. Possui magnetos nas mãos.
- Capitão Zammo: o personagem mais hilário.
- Super Bwoing: voa em cima de uma guitarra.

Ainda existe "Os Irmãos Matzoriley" (conhecidos no Brasil à época como Irmãos Matusquelas). Um desenho que passava no show dos Super 6. É um personagem com três cabeças, uma corajosa, uma covarde e outra filosófica, sempre entrando em desentendimento

## Galeria

Super Bwoing
Homem-Elevador
Homem-Granito
Super Scuba
Homem-Magneto
Capitão Whammo
Irmãos Matzoriley

## Lista de episódios
Por personagem principal, com os nomes originais (em inglês)

### Super Bwoing
1. Coldpinky
2. Easy Kid Stuff
3. Thunder-8-Ball
4. Gopher Broke
5. The Bomb Glom
6. Hag Bag
7. Martian Mixup
8. Jumping Jack
9. Mayor-Go-Round
10. Monster Come Home
11. Think Little
12. Don't Gloat Red Coat
13. The Unidentified Floating Object
14. The Karate Kid
15. A Witch In A Ditch
16. Jerk And The Beanstalk
17. Topsy-Turvey Time Traveler
18. Little Shredded Riding Hood
19. The Man From Trash
20. Who Put The Finger On Arnold Hangnail

### Super Scuba
1. Who's Watching The Gold?
2. One Of Our Missiles Is Missing
3. Whale Of A Tale
4. Smuggler's Cove

### Homem-Magneto
1. Will The Real Magneto Man Please Stand Up
2. London Britches Falling Down
3. Water Water Nowhere
4. The Termite

### Homem-Granito
1. Cement Mixup
2. The Matuccci Venus
3. Having A Ball
4. The Right Train On The Wrong Track

### Homem-Elevador
1. The Fly
2. The Mummy Caper
3. Down Please
4. The Shapoor Caper

### Capitão Zammo
1. Ship Of Mules
2. The Hessians Are Coming, The Hessians Are Coming
3. The Bad Brothers Ride Again

### Os Irmãos Matzoriley
1. Ruin And Board
2. A Knight's Hard Day
3. You Go To My Heads
4. Dirty Pierre
5. High Moon
6. The Jolly Green Gorilla
7. Heck's Angels
8. Highway Slobbery
9. Moby Richard
10. Road Scholars
11. Heau Beau Jest
12. Window Pains
13. The Three Matzoteers
14. No Biz Like Shmoe Biz
15. A Tree Grows In Matorania
16. A Lone Shark
17. Hide And Shriek
18. Dog Napper
19. The Natzonuts
20. Willy Of The Wilderness

## Ficha técnica
- Distribuição: United Artists
- Direção: Steven Clark, Hawley Pratt, Norm McCabe, George Singer, Robert McKimson
- Produção: David H. DePatie e Friz Freleng
- Animação: Frank Andrina, Bob Goe, Bob Matz, Dale Case, Manny Gould, Murray McClellan, Herman Cohen, Lee Halpern, Morey Redan, Jim Davis, Bill Hutten, Ed Soloman, Xenia Demattia, Art Leonardi
- Roteirista: Tony Benedict, Alan Dinehart, Don Jurwich, Walter Black, John Freeman, Lee Mishkin, Homer Brightman, Dale Hale, Jack Miller, Bill Danch
- Data de estréia: 10 de Setembro de 1966
- Colorido

## Em outros idiomas
- Inglês: The Super 6
- Espanhol: Los Super 6